# Сцены из жизни двойного чудовища
«Сцены из жизни двойного чудовища» (англ. Scenes from the Life of a Double Monster) — рассказ Владимира Набокова, относящийся к американскому периоду его творчества. Был написан в 1950 году, вошёл в состав сборника «Набоковская дюжина» (Нью-Йорк, 1958).

## Сюжет и история текста
Повествование в рассказе ведётся от первого лица. Главный герой — один из сиамских близнецов, родившихся в маленьком городе на берегу Чёрного моря и получивших впоследствии имена Ллойд и Флойд. Их дед заставляет мальчиков выступать для публики, они сбегают из дома и попадают в руки похитителя.
«Сцены из жизни двойного чудовища» были написаны в октябре 1950 года. Автор отправил рукопись в редакцию журнала New Yorker, но рассказ отказались печатать как неудачный. В 1958 году автор включил рассказ в сборник «Набоковская дюжина» (англ. Nabokov's Dozen). Известно, что Набоков планировал написать повесть или роман о сиамских близнецах, но этот замысел остался нереализованным. В первой части героев должны были похитить из Турции, где они родились, и увезти в Америку, во второй они женились (на двух девушках-сёстрах), в третьей их должны были разделить, причём один из братьев умер бы из-за операции.